# Beauval (Belgique)
Pour les articles homonymes, voir Beauval.
Beauval (Het Voor en néerlandais) est un lieu-dit de la commune de Vilvorde, située dans l'Arrondissement administratif de Hal-Vilvorde et dans la province du Brabant flamand en Région flamande de Belgique.
C'est un quartier appartenant à Vilvorde, mais à majorité francophone,. Situé à l'intérieur du ring de Bruxelles, il est proche de Strombeek-Bever et de la région bilingue de Bruxelles-Capitale (quartier de Mutsaert). Il est par contre très loin du centre de Vilvorde et séparé de celui-ci par le ring et des zones non habitées, mais pas loin du village de Koningslo. Ses habitants ont, pour la plupart, plus d'attaches avec Bruxelles (écoles, commerces, loisirs, églises...) que vers Vilvorde.

## Géographie

### Liste des noms des rues de Beauval
Cette liste comprend les noms des rues de Beauval en langue néerlandaise et en langue française. Officiellement, seuls les noms de rue en néerlandais sont utilisés. Ils sont également la seule version mentionnée sur les plaques de rue. Mais officieusement, les noms de rue sont utilisés dans les deux langues, notamment dans les communications orales. On les trouve aussi dans des prospectus publicitaires, l'affichage commercial, etc[réf. souhaitée]. On les trouve également sur les plans d'il y a quelques dizaines d'années (notamment les plans De Roeck ou Girault Gilberd des années 1970).
| Toponymie officielle  | Traduction en français                                                |
| --------------------- | --------------------------------------------------------------------- |
| Mutsaertplaats        | Place du Mutsaert                                                     |
| Mutsaertstraat        | Rue du Mutsaert                                                       |
| Sint-Annastraat       | Rue Sainte-Anne                                                       |
| Sint-Annalaan         | Avenue Sainte-Anne                                                    |
| Berkendallaan         | Avenue du Val des Bouleaux                                            |
| Groendallaan          | Avenue du Val-vert                                                    |
| Amazonenlaan          | Avenue des Amazones                                                   |
| Winkelveldstraat      | Rue Winkelveld                                                        |
| Eikendallaan          | Avenue du Val des Chênes                                              |
| Warandelaan           | Avenue du Parc                                                        |
| Olympiadelaan         | Avenue de l'Olympiade                                                 |
| Heembeekstraat        | Rue de Heembeek                                                       |
| Heizellaan            | Avenue du Heysel                                                      |
| Veldstraat            | Rue des Champs                                                        |
| Essendallaan          | Avenue du Val des Frênes                                              |
| Mercatorstraat        | Rue Mercator                                                          |
| Spechtlaan            | Avenue du Pic                                                         |
| Strombeeksesteenweg   | Chaussée de Strombeek                                                 |
| Keelstraat            | Rue de la Gorge                                                       |
| Arendlaan             | Avenue de l'Aigle                                                     |
| Hof ten Voorde straat | Rue ten Voorde                                                        |
| Romeinse steenweg     | Chaussée Romaine                                                      |
| Lakensestraat         | Rue de Laeken                                                         |
| Aardebergstraat       | Rue Aerdeberg                                                         |
| De Pomp               | La Pompe                                                              |
| Steenstraat           | Rue des pierres                                                       |
| Bosweg                | Chemin Forestier                                                      |
| Trassersweg           | Trassersweg (jamais traduit, même dans la partie sur Bruxelles-ville) |
| Kwakkelstraat         | Rue Quackel                                                           |
| Klein Hoogveld        | Petit Champ-haut                                                      |
| Pauwstraat            | Rue du Paon                                                           |
| Kwikstaartstraat      | Rue du Hochequeue                                                     |
| Ooievaarsstraat       | Rue des Cigognes                                                      |
| Streekbaan            | Route Régionale                                                       |
| Mezenlaan             | Avenue des Mésanges                                                   |
| Kiewitlaan            | Avenue du Vanneau                                                     |
| Fazantenlaan          | Avenue des Faisans                                                    |
| Merelnest             | Nid-du-Merle                                                          |
| Klein merelnest       | Petit Nid-du-Merle                                                    |
| Sperwerlaan           | Avenue de l'Epervier                                                  |
| Vinkenlaan            | Avenue des Pinsons                                                    |
| Opperveldlaan         | Avenue Champ-haut                                                     |
| Meeuwenlaanlaan       | Avenue des Mouettes                                                   |
| Valkenlaan            | Avenues des Faucons                                                   |
| Koekoekstraat         | Rue du Coucou                                                         |
| Ravenlaan             | Avenue des Corbeaux                                                   |
| Arendlaan             | Avenue de l'Aigle                                                     |
| Reigerslaan           | Avenue des Hérons                                                     |
| Leeuwerikkenlaan      | Avenue des Alouettes                                                  |
| Lijsterslaan          | Avenue des Grives                                                     |
| Zwaluwenstraat        | Rue des Hirondelles                                                   |
| Vogelzangstraat       | Rue du chant des Oiseaux                                              |
| Werkomstraat          | Rue Werkom                                                            |
| Devoerlaan            | Avenue Devoer                                                         |
| Papegaaistraat        | rue du Perroquet                                                      |
| Patrijzenstraat       | Rue des Perdix                                                        |
| Eksterstraat          | Rue de la Pie                                                         |

## Histoire
Le lieu doit son nom francophone à une ancienne ferme qui portait l'inscription Beauval en grandes lettres sur l'un de ses toits.
C'était l'une des parties de communes concernées par le pacte d'Egmont.
Le hameau possédait depuis 1973 deux églises l'une néerlandophone l'église Saint-Jean-Berchmans et l'autre francophone l'église Pacem In Terris (PIT). Cette dernière fait partie de l'unité pastorale des Trois Vignes comme l'église Saints-Pierre-et-Paul de Neder-Over-Heembeek et l'église du Christ-Roi du Mutsaard. L'église Saint-Jean-Berchmans, a été détruite à la suite de la fusion en 2014 de la paroisse avec la paroisse Saint-Amand de Strombeek.

### Blason

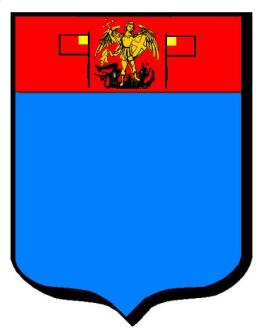
Blason de Beauval

### Drapeau

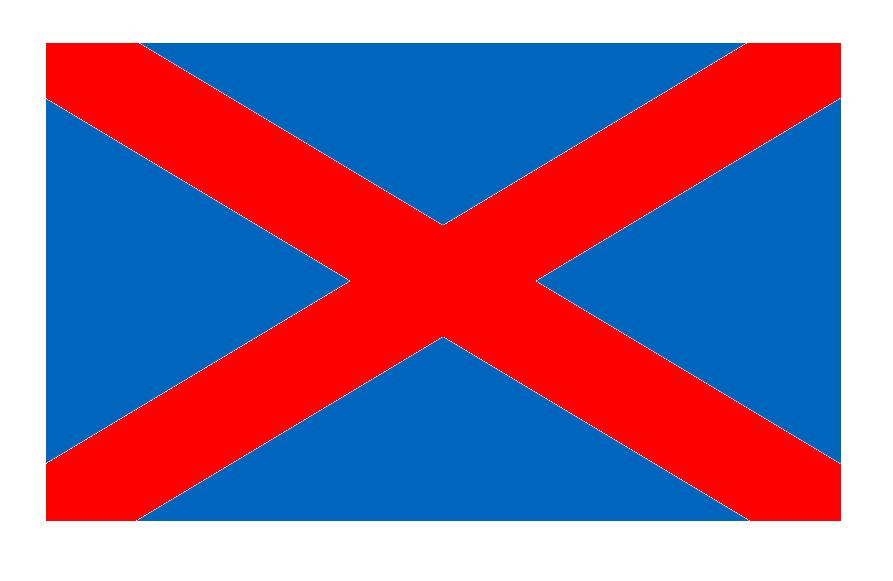
Drapeau de Beauval

## Population
Le quartier serait peuplé par 4 500 personnes, majoritairement francophones.